# 花蓮洱尺蛾
花蓮洱尺蛾（学名：Trichopterigia adorabilis）为尺蛾科洱尺蛾屬下的一个种。